# Collelongo
Collelongo là một đô thị thuộc tỉnh L'Aquila trong vùng Abruzzo Ý. Đô thị này có diện tích 57 km², dân số 1513 người. Các đô thị giáp ranh gồm: Balsorano, Civita d'Antino, Lecce nei Marsi, Ortucchio, San Vincenzo Valle Roveto, Trasacco, Villavallelonga